# Oliver Welke

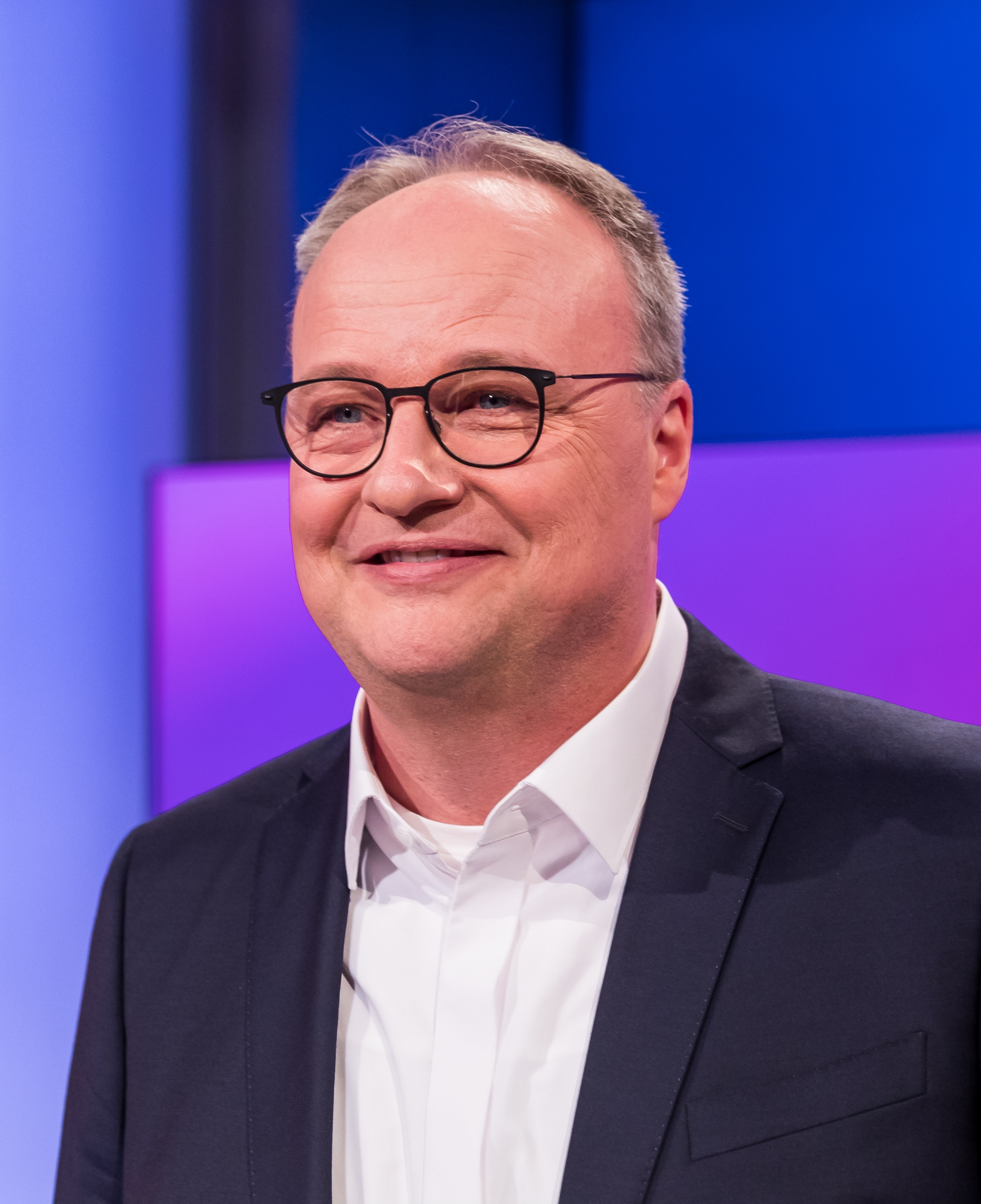
Oliver Welke (2024)

Oliver Welke (* 19. April 1966 in Bielefeld) ist ein deutscher Satiriker, Fernsehmoderator, Journalist, Komiker, Autor und Synchronsprecher. Bekannt ist er insbesondere seit 2009 für die Moderation der Nachrichtensatire heute-show.

## Leben und Karriere

### Anfänge
Oliver Welke wurde als Sohn des Werbeagenten Rolf Welke und der Grundschullehrerin Karin Welke in Bielefeld geboren und wuchs ab dem fünften Lebensjahr im ostwestfälischen Harsewinkel bei Gütersloh auf. Er hat eine 2½ Jahre jüngere Schwester.
Im Alter von vier Jahren war Welke kurz Kinderfotomodell für das Motiv einer Wurstkonservenbanderole der Firma Schulte Fleisch- und Wurstwaren. Er absolvierte sein Abitur 1985 in Gütersloh am Evangelisch Stiftischen Gymnasium, leistete seinen 20-monatigen Zivildienst in einem Altenheim und begann 1987 ein Studium der Publizistik, Politik und Germanistik an der Westfälischen Wilhelms-Universität Münster, das er 1993 mit einem Magister abschloss.
1987 und 1988 war er freier Mitarbeiter beim Westfalen-Blatt in Gütersloh, im Zeitraum 1988 bis 1992 beim WDR-Fernsehen in Dortmund und zwischen 1991 und 1994 bei verschiedenen Lokalradiosendern in Nordrhein-Westfalen.
Beim niedersächsischen Radiosender Radio ffn war Welke ab 1993 freier Sprecher und Autor bei der Sendung Frühstyxradio (mit Dietmar Wischmeyer, Klaus-Dieter Richter, Andreas Liebold, Sabine Bulthaup und Oliver Kalkofe). Welke und Kalkofe kannten sich bereits aus der gemeinsamen Studentenzeit. Beim Frühstyxradio traten die beiden bisweilen als Duo Kalk & Welk auf. Welke durchlief bei Radio ffn ein Volontariat. Er moderierte ab September 1995 die Frühsendung ffn hellwach, ab Dezember 1995 hatte er bei Radio ffn eine Festanstellung als Comedy-Redakteur inne. Beim Frühstyxradio war er unter anderem Autor beziehungsweise Sprecher von Serien und Figuren wie Matthias Tellenbröker, Isernhagen Law, Zwei kleine Italiener, Therapie, Winnetou, Bad Oeynhausen Cops und Die Fahrgemeinschaft. Die Serien sind teilweise auch auf CD angeboten worden.

### Sportmoderation
1996 wurde Welke Mitarbeiter von Sat.1, war Sprecher bei der Sportnachrichtensendung täglich ran  und arbeitete als Fieldreporter. Später war er auch für die Sendungen ran am Freitag bzw. ranissimo tätig. Später übernahm Welke auch die Moderation der Hauptausgabe der Sendung am Samstag. Zusammen mit seinem Moderationspartner Lou Richter entwickelte er das Fußball-Comedy-Format Helmut & Hellmuth, das 2001 von Sat.1 gesendet wurde. 2002 moderierte er mit Paul Breitner die Sendung ran WM Fieber zur Fußball-Weltmeisterschaft 2002. Auch bei der Übertragung von Boxkämpfen war er als Moderator im Einsatz.
Nach dem Verlust der Übertragungsrechte für die Fußball-Bundesliga an die ARD-Sportschau im Jahr 2003 übernahm Welke mit Oliver Bierhoff die Moderation der erstmals bei Sat.1 gezeigten UEFA Champions League und übten diese Tätigkeit drei Jahre lang aus. Im März 2006 verließ Welke Sat.1, da der Berliner Privatsender ab Sommer 2006 keine Spiele der Champions League mehr übertragen und auch zunächst keine anderen Sportübertragungen anbieten sollte.
In der Saison 2006/07 moderierte Welke die Übertragungen der Fußball-Bundesliga beim Pay-TV-Sender arena, ehe der Sender die Rechte im Sommer 2007 an Premiere sublizenzierte. Zudem moderierte er in der Saison 2007/08 die UEFA-Pokal-Spiele des FC Bayern München für ProSieben. Von August 2009 bis 2012 war Welke wieder regelmäßig als Moderator bei ran auf Sat.1 bzw. Kabel eins zu sehen und moderierte die Spiele der UEFA Europa League. Von August 2012 bis Sommer 2018 war er im Wechsel mit Jochen Breyer Moderator der Champions League im ZDF mit Oliver Kahn als Experte. Anschließend übernahm Welke auch bei der Fußball-Weltmeisterschaft 2014 in Brasilien die Vor- und Nachberichterstattung der Spiele an den ZDF-Sendetagen zusammen mit Oliver Kahn, der bei Länderspielen bis dahin immer mit Katrin Müller-Hohenstein aufgetreten war. Auch während der Fußball-Europameisterschaft 2016 in Frankreich sowie der Fußball-Weltmeisterschaft 2018 in Russland moderierte Welke die ZDF-Übertragungen an Kahns Seite, hinzu kamen weitere Experten wie Christoph Kramer und Holger Stanislawski. Die Fußball-Weltmeisterschaft 2018 in Russland war das letzte Turnier, bei dem Welke in der Fußballberichterstattung für das ZDF im Einsatz war.

### Comedy
Nachdem er in vorangegangenen Staffeln bereits gastiert hatte, wurde Welke Anfang 2003 Nachfolger von Rudi Carrell in der Comedy-Show 7 Tage, 7 Köpfe. Er zählte zu deren Stammbesetzung bis zum Ende der Sendung 2005. Bei der Improvisationscomedy Frei Schnauze gehörte er zur wiederkehrenden Besetzung. Im Mai 2004 moderierte Welke die Sendung goXX, die nach zwei Folgen eingestellt wurde. Im Jahr 2008 schrieb er für zwei Folgen das Drehbuch der Serie Maddin in Love mit Martin Schneider.
Welke hatte mehrere Gastauftritte als Polizist Oliver in der Sat.1-Comedysendung Schillerstraße; von 2009 bis 2011 spielte er in einigen Folgen den Untermieter von Jürgen Vogel. In den Jahren 2006 und 2007 hatte er mehrere Auftritte in verschiedenen Sendungen wie Genial daneben, Johannes B. Kerner, Pochers WM-Countdown oder dem Quatsch Comedy Club.
Seit dem 26. Mai 2009 moderiert Welke im ZDF die heute-show. In dieser Comedy- bzw. Satiresendung im Stil einer Nachrichtensendung thematisieren er und sein Ensemble wöchentlich politische und gesellschaftliche Vorgänge. Über die Sendung veröffentlichte er im Juli 2011 zusammen mit Morten Kühne das Buch heute-show: Das Buch. Für die heute-show ist Welke auch selbst als Autor tätig.
Im Jahr 2012 wirkte Welke in der Rolle des Wetterdienstleisters bei der sechsteiligen Comedyserie Götter wie wir mit, die im Spartenkanal ZDFkultur gezeigt wurde.
Welke bezog für seine Moderation der heute-show bis 2023 ein Honorar von 1,18 Millionen Euro jährlich.

### Weitere Moderationen
Für RTL präsentierte Welke im Jahre 2004 mit Guinness – die Show der Rekorde erstmals eine eigene Fernseh-Show zur Prime-Time. Des Weiteren moderierte er zusammen mit Lou Richter und MC Lücke an jedem ersten Sonntag im Monat den Sport Blue Moon auf Radio Fritz. Ab dem 7. August 2007 moderierte er bei ProSieben die Comedy-Rate-Show Noch Besserwissen – Die große Show des unnützen Wissens.
Im April 2002 moderierte er zunächst das Eisschnelllauf-Event TV total on Ice. Von 2005 bis 2009 moderierte er die TV Total Sportevents sowie von 2006 bis 2010 die TV total PokerStars.de Nacht von Stefan Raab bei ProSieben. Im NDR Fernsehen moderierte Welke von 2008 bis 2009 die Sendung Wer hat’s gesehen?, die er von Eva Herman übernommen hatte und nach dem Start der heute-show an Florian Weber weitergab. Am 2. Oktober 2012 präsentierte Welke zusammen mit Olaf Schubert die 14. Verleihung des Deutschen Fernsehpreises, deren Aufzeichnung zwei Tage später im ZDF ausgestrahlt wurde.
Seit September 2022 ist Welke mit Oliver Kalkofe im Podcast Kalk & Welk. Die fabelhaften Boomer Boys des Rundfunks Berlin-Brandenburg zu hören.
Wegen Elternzeit der Moderatorin Mai Thi Nguyen-Kim hat er die Moderation einer Folge der fünften Staffel der Wissenschaftssendung MaiThink X – Die Show übernommen.

### Film und Synchron
Zusammen mit Oliver Kalkofe und Bastian Pastewka schrieb Welke 2003 das Drehbuch zum Kinofilm Der Wixxer, in dem er als Dr. Brinkman mitspielte. Mit Kalkofe synchronisierte Welke die englische Sketchshow Little Britain, Come Fly with Me sowie Mystery Science Theater 3000: Der Film. Im Jahr 2020 hatte er einen Cameo-Auftritt am Ende der Wilsberg-Episode Alles Lüge.

### Managementagentur
Seit Ende 2009 betreibt Welke zusammen mit Matthias Krüger die Management-Agentur Knacker Einfach, um eigene Ideen zu entwickeln und zu produzieren. Das Unternehmen ist auch für andere Kreativschaffende tätig. Der Name erklärt sich aus der kurzen Tätigkeit Welkes als Kinderfotomodell für das Motiv einer Wurstkonservenbanderole.

### Kritik
In zwei Fällen bat Welke für Sendebeiträge der heute-show öffentlich um Entschuldigung: im Jahr 2015 bei der Politikerin der Linken Marlena Schiewer, der er fälschlicherweise rechte Parolen untergeschoben hatte, und im Jahr 2018 bei dem AfD-Politiker Dieter Amann, dessen Stottern Welke verspottet hatte, um die politischen Analysen des Politikers zu diskreditieren, ohne dessen tatsächliche Sprachbehinderung zu beachten.

## Privates
Seit 1997 ist Oliver Welke mit der TV-Journalistin Diane Welke verheiratet. Das Ehepaar hat zwei Söhne (* 1999, * 2002) und wohnte von 1997 bis 2011 in Berlin, bevor die Familie nach Bonn zog.
Zusammen mit seinen Kollegen Lou Richter und MC Lücke sowie Hörern des Berliner Senders Radio Fritz gründete Welke 2003 den ersten Gummistiefelweitwurf-Verein Deutschlands: Gib Gummi 03 Berlin.

## Soziales Engagement
Oliver Welke engagiert sich bei der Organisation Weitblick, die sich für einen verbesserten Zugang zu Bildungseinrichtungen einsetzt. Außerdem engagiert er sich bei Terre des hommes für Kinder in Not.

## Auszeichnungen
- 1995: Goldenes Kabel für die Frühstyxradio-Sendung „Wir sind die Niedersachsen“
- 2001: Deutscher Fernsehpreis als Moderator von „ran – Sat.1 Bundesliga“, für die Beste Moderation einer Sportsendung
- 2004: Preis der beleidigten Zuschauer (zusammen mit Gaby Köster und Ruth Moschner)
- 2004: Deutscher Comedypreis als Ensemblemitglied von „7 Tage, 7 Köpfe“, Sonderpreis für Ausdauer und Popularität
- 2007: Deutscher Comedypreis als Ensemblemitglied von „Frei Schnauze XXL“, für die Beste Comedy-Show
- 2009: Deutscher Comedypreis als Ensemblemitglied der „heute-show“, für die Beste Comedy-Show
- 2010: Grimme-Preis als Ensemblemitglied der „heute-show“, für die Kategorie Unterhaltung
- 2010: Deutscher Comedypreis als Ensemblemitglied der „heute-show“, für die Beste Comedy-Show
- 2010: Deutscher Fernsehpreis in der Kategorie Beste Comedy als Ensemblemitglied der „heute-show“
- 2010: Unterhaltungsjournalist des Jahres, durch das Medium Magazin[67]
- 2011: Deutscher Comedypreis als Ensemblemitglied der „heute-show“, für die Beste Comedy-Show
- 2012: Hanns-Joachim-Friedrichs-Preis für Fernsehjournalismus als Moderator der „heute-Show“ (zusammen mit der Redaktion)[68]
- 2012: Deutscher Comedypreis als Bester Komiker für die „heute-show“
- 2012: Deutscher Comedypreis als Ensemblemitglied der „heute-show“ für die Beste Comedy-Show
- 2013: Bayerischer Fernsehpreis als Moderator der „heute-show“[69]
- 2013: Zuschauerpreis für die beste Sendung aus 50 Jahren ZDF für die „heute-show“[70]
- 2014: Deutscher Fernsehpreis als Moderator der „FIFA WM 2014“, für die Beste Sportsendung[71]
- 2014: Bambi in der Kategorie Comedy für die „heute-show“
- 2014: Deutscher Fernsehpreis als Ensemblemitglied der „heute-show“, für die Beste Comedy[71]
- 2014: Hans-Oelschläger-Preis für die „heute-show“[72]
- 2016: Goldene Henne für die „heute-show“
- 2017: Goldene Kamera im Bereich „Beste Satire“

## Veröffentlichungen

### CDs
- Kalk & Welk (zusammen mit Oliver Kalkofe), 2000, Frühstyxradio (rough trade)
- Kalk & Welk: Zwei Engel der Barmherzigkeit (zusammen mit Oliver Kalkofe), 2000, Frühstyxradio (rough trade)

### Bücher
- zusammen mit Bastian Pastewka und Oliver Kalkofe: Der Wixxer. Egmont Ehapa Verlag, Berlin 2007, ISBN 978-3-8025-1744-0.
- zusammen mit Morten Kühne: heute-show: Das Buch. Rowohlt • Berlin Verlag, Berlin 2011, ISBN 978-3-87134-699-6.[73]
- zusammen mit Dietmar Wischmeyer: Frank Bsirske macht Urlaub auf Krk – Deutsche Helden privat. Rowohlt • Berlin Verlag, Berlin 2013, ISBN 978-3-87134-752-8.

## Synchronarbeiten
- 1998: Mystery Science Theater 3000: Der Film
- 2004: Voll auf die Nüsse (Jason Bateman)
- 2007: Little Britain (David Walliams)
- 2009: Little Britain USA (David Walliams)
- 2010: Megamind (Brad Pitt)
- 2011: Come Fly with Me (David Walliams)
- 2013: Epic – Verborgenes Königreich